# Synagoge (Cranz)

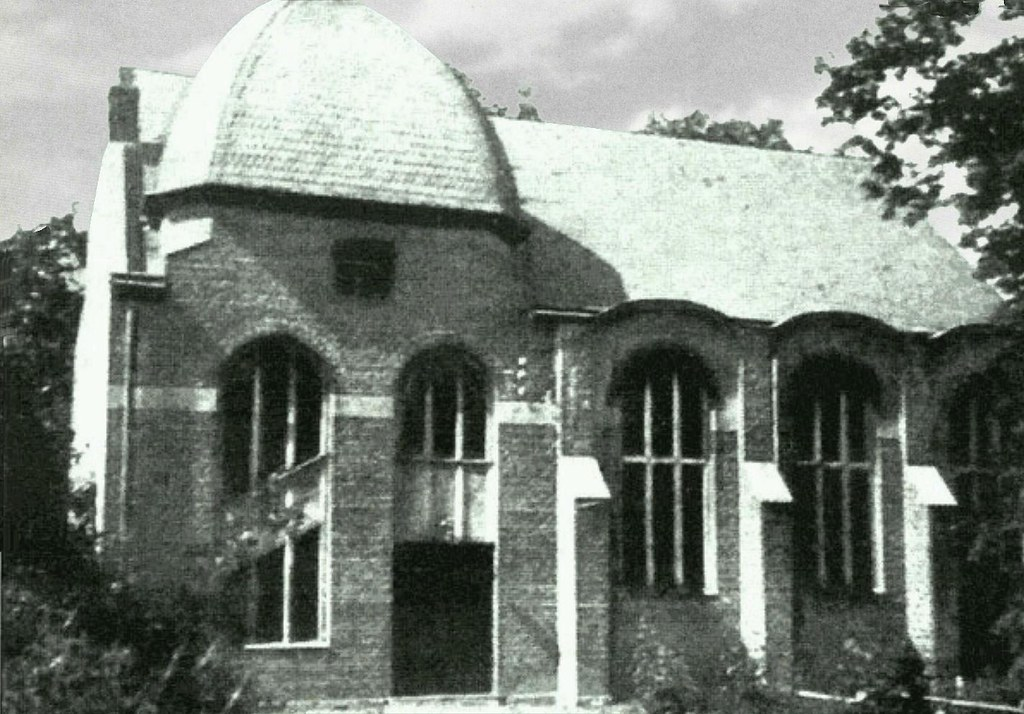
Ehemalige Synagoge in Cranz

Die Synagoge in Cranz, einem Seebad im ehemaligen Ostpreußen und heute Selenogradsk im russischen Kaliningrader Gebiet, wurde 1911 vom Synagogenverein Cranz erbaut und nach 1990 abgetragen. Die Synagoge stand in der Nähe des Kurhauses an der Königsberger Straße.
Die Synagoge wurde gebaut, um den zahlreichen Badegästen jüdischen Glaubens einen ansprechenden Ort für Gottesdienste zur Verfügung zu stellen. Der Hauptinitiator und Förderer des Synagogenneubaus war der Bankier und Kommerzienrat George Marx (1843–1927).
Im Sommer 1911 wurde die Synagoge in Anwesenheit von Kirchen- und Kommunalvertretern feierlich durch den Rabbiner der orthodoxen Königsberger Gemeinde Adas Israel Josef Wohlgemuth (1867–1942) eingeweiht.
Das Synagogengebäude, das nach 1938 als HJ-Heim genutzt wurde, überstand den Zweiten Weltkrieg unversehrt. In den 1990er Jahren wurde das nun verfallene Gebäude abgerissen.